# اچ‌ام‌اس داونتلس (۱۸۴۷)
اچ‌ام‌اس داونتلس (۱۸۴۷) (به انگلیسی: HMS Dauntless (1847)) یک کشتی بود که طول آن ۲۱۰ فوت ۰ اینچ (۶۴٫۰۱ متر) بود. این کشتی در سال ۱۸۴۷ ساخته شد.